# Bundesfernstraßengesetz
Das Bundesfernstraßengesetz (FStrG) regelt die Einteilung der Straßen in Trägerschaft der Bundesrepublik Deutschland. Als Bundesfernstraßen gelten nach § 1 Abs. 2 FStrG die Bundesautobahnen und die Bundesstraßen mit den jeweiligen Ortsdurchfahrten.
Das FStrG gehört der Regelungsmaterie des Straßenrechts an und enthält keine eigenen Regelungen zum Recht des Straßenverkehrs (sonst: Straßenverkehrsgesetz, Straßenverkehrs-Ordnung pp.)
Nach dem FStrG wird die Eigenschaft einer Straße als Bundesfernstraße durch Widmung bestimmt.
Die Straßenbaulast liegt grundsätzlich beim Bund. Ausnahmen gelten für die Ortsdurchfahrten von kommunalen Körperschaften, deren Einwohnerzahl 80.000 übersteigt. Als Ortsdurchfahrt wird in § 5 Abs. 4 FStrG der Straßenverlauf innerhalb der geschlossenen Ortslage bezeichnet.
In § 9 FStrG werden Anbaubeschränkungen bzw. Anbauverbote für bauliche Anlagen geregelt, die innerhalb bestimmter Abstände an Bundesfernstraßen errichtet werden sollen. Diese Regelung wird auch als Anbaufreiheit bezeichnet.
Die Kreuzung öffentlicher Straßen und von Bundesfernstraßen mit Gewässern (Kreuzungsrecht) ist in § 12 ff. FStrG geregelt.
Aufgrund des § 19 FStrG sind Enteignungen möglich; das enteignungsrechtliche (und damit für Art. 14 Abs. 3 GG hinreichende) Junktim ist in § 19a FStrG mit Hinweis auf die jeweiligen landesrechtlichen Enteignungsgesetze geregelt.
Die Zuständigkeit für die Bundesfernstraßen obliegt dem Bundesministerium für Verkehr und digitale Infrastruktur. Gemäß Art. 90 Abs. 3 GG liegt die Verwaltungszuständigkeit als Auftragsverwaltung bei den Ländern. Ab 1. Januar 2021 verwaltet der Bund die Bundesautobahnen mit dem Fernstraßen-Bundesamt und der Autobahn GmbH selbst.
Verfassungsrechtlich war das Bundesfernstraßengesetz wegen Art. 90 GG geboten.